# The Naked Feminist
The Naked Feminist är en amerikansk dokumentärfilm från 2004, om kvinnor som arbetar eller arbetat inom den amerikanska porrbranschen. Filmen var den australiska filmaren Louisa Achilles debutfilm, och för produktionen svarade Lush Lilly Productions och Primal Digital.

## Handling och produktion
The Naked Feminist diskuterar samhällets enligt filmen förutfattade meningar om "kontroll, njutning och utnyttjande".
En rad personer som arbetar inom den amerikanska porrbranschen intervjuas, inklusive porrskådespelare som Marilyn Chambers och Christi Lake, performancekonstnären Annie Sprinkle, filmproducenterna Jane Hamilton och Sharon Mitchell. Achilles produktion utgår från en sexpositivt feministisk ram, en rörelse som växt fram under den tredje vågens feminism och tagit spjärn mot den kategoriskt anti-pornografiska attityden hos ledande förespråkare för den andra vågens feminism ett par decennier tidigare.
Filmens fokus ligger på ett antal tidigare porrskådespelare som fortsatt inom branschen men inom nya roller. Den diskuterar både utnyttjande och egenmakt inom branschen, liksom pornografiska genrer och produktionsförhållanden från feministisk till gonzo.

## Distribution och mottagande
The Naked Feminist visades bland annat 2004 på South by Southwest Film Festival.
Filmen har fått kritik för att vara en propagandafilm för porrbranschen, eftersom nästan alla intervjuade försvarar den. När aktiva porrmotståndare får komma till tals, framställs de ofta som obalanserade karikatyrer. En recensent såg en kombination av Bonnie Sherr-Kleins produktion Love Story: A Film About Pornography  från 1983 som en bra motvikt mot den här filmen, eftersom Sherr-Kleins film ger det motsatta perspektivet.
I tidningen Variety skrev Joe Leydon att beskrivningar av kvinnor som skadats eller utnyttjas inom branschen saknas i dokumentären.